# کویا هیجیری
کویا هیجیری (به ژاپنی: 高野聖 Kōya Hijiri) راهبان ژاپنی از کوه کویا بودند که موعظه کنندگان آیین بودایی را به اطراف کشور می‌فرستادند. آنها، کمترین رتبه را در سلسله مراتب راهبان معبد کوه کویا داشتند، و همواره در حال سفر کردن دوره‌گردی برای گذران زندگی بودند.